# Estación de Liège-Guillemins
La estación de Liège-Guillemins es una estación de tren belga situada en Lieja, en la provincia de Lieja, región Valona.
Es una de las tres estaciones de la ciudad de Lieja, donde paran las grandes líneas de la SNCB.

## Situación ferroviaria
La estación se encuentra en la línea 34 (Lieja-Hasselt).

## Historia

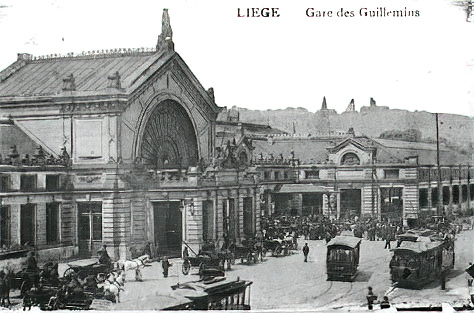
La estación en 1905.

En 1838, solo tres años después de la inauguración de la primera línea férrea continental, una línea que unía Bruselas y Ans (un suburbio al norte de Lieja) fue abierta. La primera estación ferroviaria de Lieja-Guillemins fue inaugurada en mayo de 1842. Un año después se inauguró la conexión ferroviaria internacional entre Lieja y las ciudades alemanas de Aquisgrán y Colonia.
La estación fue modernizada y mejorada sucesivamente en 1882 y en 1905 para la Feria Mundial de Lieja.
El edificio de la estación fue reemplazado en 1958 por uno más moderno (según los estándares de la época), que estuvo en uso hasta 2007, un poco antes de la apertura de un nuevo edificio de estilo neofuturista diseñado por el arquitecto español Santiago Calatrava.

### La nueva estación

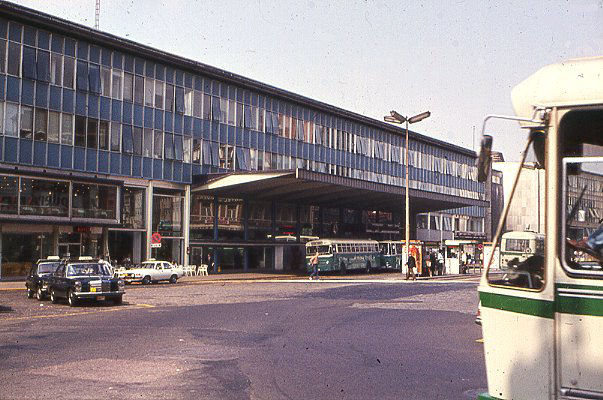
La estación en la década de 1970.

La nueva estación de Calatrava, inaugurada el 18 de septiembre de 2009, tiene 9 vías y 5 plataformas (tres de 450 m y dos de 350 m de longitud). 
El edificio de la estación fue construido en acero, vidrio y hormigón e incluye un domo de 200 m de longitud y 35 m de altura.
Asimismo todas las vías cercanas a la estación fueron modernizadas a causa de la llegada de la alta velocidad a la misma.

## Intermodalidad
| Línea | Procedencia                | Parada           | Destino                    |
| ----- | -------------------------- | ---------------- | -------------------------- |
| 1     | LIÈGE Guillemins           | LIÈGE Guillemins | LIÈGE Place Coronmeuse     |
| 2     | LIÈGE République Française | LIÈGE Guillemins | SART-TILMAN CHU            |
| 3     | LIÈGE République Française | LIÈGE Guillemins | FLEMALE Centre Culturel    |
| 4     | LIÈGE Bavière              | LIÈGE Guillemins | LIÈGE Bavière              |
| 9     | JEMEPPE Gare Routière      | LIÈGE Guillemins | HUY Gare                   |
| 17    | LIÈGE Guillemins           | LIÈGE Guillemins | LIÈGE Place Geer           |
| 25    | LIÈGE Opéra                | LIÈGE Guillemins | OUGRÉE Gros Hêtre          |
| 27    | MARBAIS Maison Communale   | LIÈGE Guillemins | GEMBLOUX Gare              |
| 30    | LIÈGE Opéra                | LIÈGE Guillemins | EMBOURG Café Lacroix       |
| 48    | LIÈGE Opéra                | LIÈGE Guillemins | SART-TILMAN CHU            |
| 58    | LIÈGE Guillemins           | LIÈGE Guillemins | BONCELLES Carrefour        |
| 64    | LIÈGE Opéra                | LIÈGE Guillemins | AYWAILLE Gare              |
| 65    | LIÈGE Opéra                | LIÈGE Guillemins | REMOUCHAMPS Gare           |
| 90    | LIÈGE Saint-Lambert        | LIÈGE Guillemins | WARZÉE Dépôt               |
| 94    | WARZÉE Dépôt               | LIÈGE Guillemins | BONCELLES Maison Communale |
| 138   | LIÈGE Saint-Lambert        | LIÈGE Guillemins | OREYE Dépôt                |
| 140   | LIÈGE Guillemins           | LIÈGE Guillemins | VISÉ Place des Déportés    |
| 240   | LIÈGE Guillemins           | LIÈGE Guillemins | VISÉ Place des Déportés    |
| 248   | LIÈGE Guillemins           | LIÈGE Guillemins | SART-TILMAN Amphithéâtres  |
| 377   | LIÈGE Opéra                | LIÈGE Guillemins | ESNEUX Gare                |